# Agilitat canina
L'agilitat canina (de vegades coneguda pel terme en anglès agility) és un esport on un guia dirigeix un gos sobre una sèrie d'obstacles, els quals ha de lliurar de manera neta i el més exacta possible, competint contra rellotge. Els gossos generalment participen sense corretja, sense joguines i sense incentius. El guia no ha de tocar al gos ni als obstacles, excepte de manera accidental. Conseqüentment, el control del guia rau en la veu, en senyals manuals i en el llenguatge corporal. El que requereix que l'animal estigui entrenat de manera excepcional. La base de l'agilitat canina és la disciplina de l'obediència canina.
En la seva forma més senzilla, el circuit d'agilitat canina consisteix en un determinat nombre d'obstacles, on un jutge dissenyarà l'ordre que el gos haurà de seguir per així completar la prova conforme al reglament. El jutge marca els obstacles amb números que els guies (sense els gossos) han d'estudiar posteriorment, els han de recordar per a transmetre'ls després al gos, quan ambdós competeixin a la pista. Els errors en l'ordre del circuit dels guies s'acostumen a comptar de forma negativa, igual que els obstacles omesos o repetits innecessàriament (sigui culpa del gos o del guia).
Els circuits són prou complicats perquè el gos no pugui acabar correctament sense direcció humana. Durant la competició, el guia decidirà les estratègies a seguir per dirigir al gos a través del recorregut, combinant velocitat i precisió, ja que ambdues són igualment importants. Hi ha diverses tècniques que ajuden a compensar la possible diferència de velocitat humana i canina, força o debilitat entre els gossos i els seus guies.
Normalment els gossos s'agrupen en diferents categories basades en la mida, les principals són la "Mini" (gossos tipus Schnauzer miniatura), la "Mitjana" o "Midi" (gossos tipus Cocker spaniel anglès) i la "Estàndard" o "Gran" (amb gossos tipus Bòxer o Pastor belga), els gossos d'edat avançada (amb problemes a les articulacions) sovint participen en la categoria Mini sense importar la mida del gos. Tots fan el mateix recorregut, amb els mateixos obstacles, però es modifica l'alçada dels obstacles de salt per a cada mida. També és habitual trobar la categoria "júnior", on participen guies de menys de 18 anys.
Per a participar de forma professional en concursos nacionals i internacionals s'acostuma a demanar el Pedigrí del gos, però en les exhibicions i en els entrenaments de molts dels clubs hi solen participar tota mena de gossos, encara que siguin mestissos o "petaners". És un esport molt recomanat per a gossos amb un nivell de vitalitat alt. No es recomana per a gossos amb problemes d'articulacions, de circulació o respiratoris. Tampoc es recomana per a gossos molt feixucs o que es cansin amb facilitat.

## Història
L'agilitat canina va ser creada per l'ensinistrador caní Peter Meanwell a la primera meitat dels anys 1970. La popularitat i reconeixement d'aquest esport es deu a la seva presentació durant el Xou caní de Crufts el 1977, com una forma d'entretenir als visitants d'aquesta famosíssima exposició canina. El 1978, es va fer la primera presentació formal consistent en dos equips. L'acceptació del públic va ser total al grau que immediatament es va planejar organitzar una presentació a l'any següent. Aquesta vegada es van incloure tres equips. Ràpidament, aquesta disciplina en potència, va adquirir tants seguidors i admiradors que es va convertir en una activitat esportiva. El 1980, l'agilitat canina va ser reconeguda de forma oficial com a esport caní pel Kennel Club del Regne Unit.

## Obstacles homologats per laFederació Cinològica Internacional

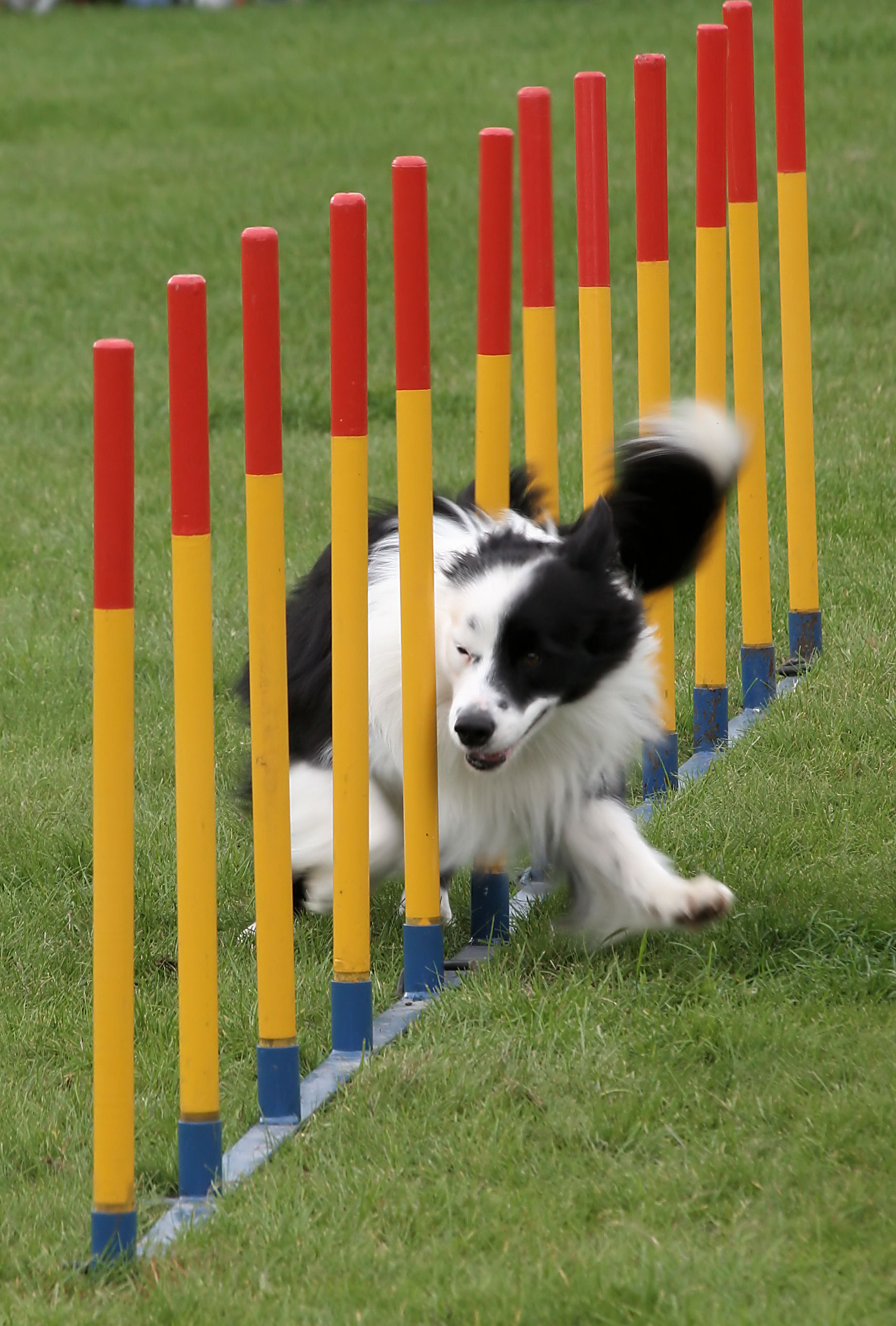
Border Collie passant l'obstacle d'eslàlom.

- Les tanques
- El balancí
- El pneumàtic
- El viaducte o mur
- L'estacada
- La ria
- El salt de longitud
- La taula
- L'eslàlom
- La zona de parada
- El túnel rígid
- La passarel·la
- Els cavallets
- El túnel flexible

## L'agilitat canina a Catalunya
L'any 1992, la Secretaria General de l'Esport de la Generalitat de Catalunya va accedir a inscriure el Club Caní Catalunya de Vilassar de Mar com el primer club esportiu d'agilitat canina a Catalunya, deixant la porta oberta que els altres clubs poguessin constituir-se com a clubs esportius. Ja a principis del 2002 eren catorze els clubs esportius inscrits al Registre d'Entitats Esportives de Catalunya, amb la qual cosa es va promoure la constitució de la Unió Catalana Esportiva de Clubs d'Agility (UCECA).
Reconeguts oficialment, la UCECA en col·laboració amb la Secretaria General de l'Esport va organitzar el Primer Campionat Oficial de Catalunya, iniciant-se la competició el dia 20 d'octubre 2002 a la ciutat de Mataró.
Va prendre el relleu la Federació Catalana d'Agility (FCAG), inscrita i reconeguda oficialment el dia 26 de novembre de 2009. La FCAG és la primera federació esportiva d'agilitat canina de tot Espanya i Europa. El dia 9 de setembre de 2010 va començar el IX Campionat d'Agility de Catalunya, aquesta vegada ja com a Federació Catalana d'Agility.

## L'agilitat canina en el món

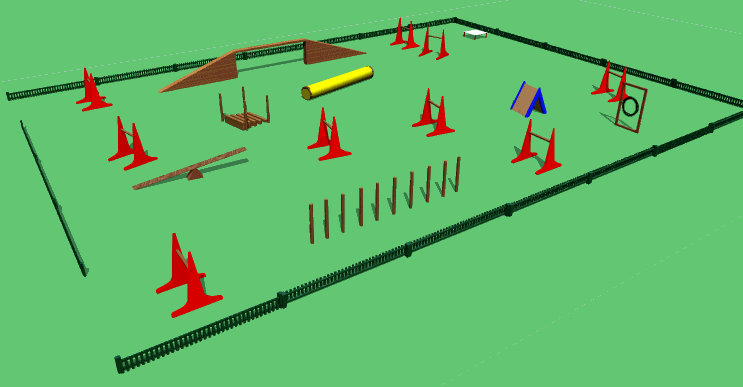
Esquema bàsic d'una pista d'agilitat canina

L'agilitat canina és un esport a nivell mundial amb organitzacions que regulen i fan competicions a nivell internacional.

### Regne Unit
Al Regne Unit, gossos de totes les talles i orígens (pura raça o barreges) seran elegibles i aptes per competir sempre que comptin amb els següents requisits: 
- Registre a l'associació que va organitzar l'esdeveniment.
- L'animal tindrà un mínim de 18 mesos d'edat.
- Cap gossa en zel podrà participar.
- Animals saludables sense malalties infeccioses o contagioses.
- Gossos amb temperament estable que no comprometin la seguretat de les altres persones i animals en l'esdeveniment.
- Animals que no presentin cap anomalia, o condició física, la qual els provoqui sofriment o dolor a l'hora de competir.

En la majoria dels països és acceptat qualsevol tipus de gos. Encara que els gossos molt grans (tipus molosos) rarament participen, ja que pel seu mateix pes i musculatura, els fa difícil competir en temps i per superar en velocitat a altres races més lleugeres i àgils dins de la seva mateixa categoria. A la classe "Maxi" en lloc de participar un Mastí sol trobar-se freqüentment la raça Border Collie o el Pastor belga malinois.

## Campionats Internacionals
L'agilitat canina s'ha transformat en un esport de gran creixement en gran part del món. Tal ha estat la seva acceptació que s'han generat competències de gran rellevància mundial com són el Campionat Mundial d'Agility, en el qual participen seleccions de gran part del planeta. En la mateixa participen més de 30 països, entre ells Argentina, Bèlgica, Brasil, Xina, Dinamarca, Itàlia, Japó, Eslovàquia, Suècia i República Txeca.